# Magdalena Grzywa
Magdalena Grzywa, née le 15 septembre 1979 à Czernichów, est une biathlète polonaise. 

## Carrière
Elle obtient sa première récompense aux Championnats du monde de biathlon d'été avec une médaille de bronze sur la poursuite en 1998. Aux Championnats du monde junior 1999, elle gagne deux autres médailles de bronze (sprint et relais).
Elle démarre en Coupe du monde en janvier 1999. Elle monte sur son premier et unique podium en Coupe du monde en terminant troisième avec ses coéquipiers du relais mixte (Magdalena Gwizdon, Wiesław Ziemianin et Tomasz Sikora) en janvier 2003 à Ruhpolding. Entre-temps, elle devient championne d'Europe de la poursuite en 2000.
Elle participe à ses seuls Jeux olympiques en 2006 et termine peu après sa carrière. Dans les Championnats du monde,son meilleur résultat individuel est une 21e place à l'individuel en 2001.
Elle devient commentatrice à la télévision et travaille notamment pour TVP Sport.

## Palmarès

### Jeux olympiques
| Épreuve / Édition          | Individuel | Sprint | Poursuite | Départ en masse | Relais |
| Jeux olympiques 2006 Turin | 71e        |        |           |                 | 7e     |

### Championnats du monde
| Épreuve / Édition                        | individuel | Sprint | Poursuite | Départ en masse | Relais | Relais mixte                     |
| Mondiaux 1999 Kontiolahti Oslo           | 42e        | 60e    | -         | -               | -      | Épreuve inexistante à cette date |
| Mondiaux 2000 Oslo Lahti                 |            | 61e    | -         | -               | 12e    | Épreuve inexistante à cette date |
| Mondiaux 2001 Pokljuka                   | 21e        | 44e    | 31e       | 28e             | 15e    | Épreuve inexistante à cette date |
| Mondiaux 2003 Khanty-Mansiysk            | 53e        | 41e    | 39e       | -               | -      | Épreuve inexistante à cette date |
| Mondiaux 2004 Oberhof                    | 29e        | -      | -         | -               | 8e     | Épreuve inexistante à cette date |
| Mondiaux 2005 Hochfilzen Khanty-Mansiysk | 47e        | -      | -         | -               | -      | -                                |

Légende :

 : épreuve inexistante à cette date

— : pas de participation à cette épreuve.

### Coupe du monde
- Meilleur classement général : 56e en 2000.
- 1 podium en relais mixte : 1 troisième place.
- Meilleur résultat individuel : 19e.

#### Classements annuels
| Année | Classement général final |
| 2000  | 56e                      |
| 2001  | 58e                      |
| 2002  | 67e                      |
| 2004  | 62e                      |
| 2006  | 83e                      |

### Championnats d'Europe
- Médaille d'or de la poursuite en 2000.
- Médaille d'argent du sprint en 2000.

### Championnats du monde junior
- 2 médailles de bronze : sprint et relais à Pokljuka en 1999.

### Championnats du monde de biathlon d'été
- Médaille de bronze du relais en 1997 (cross).
- Médaille de bronze de la poursuite en 1998 (cross).